# Aguarico (canton)
Aguarico est un canton d'Équateur situé dans la province d'Orellana.

## Économie
Aguarico obtient en 2022 le label Meilleurs villages touristiques de l'Organisation mondiale du tourisme.